# Albiac (Alta Garonna)
Albiac è un comune francese di 201 abitanti situato nel dipartimento dell'Alta Garonna, nella regione dell'Occitania.

## Società

### Evoluzione demografica
Abitanti censiti